# Ichneumon primigenius
Ichneumon primigenius là một loài tò vò trong họ Ichneumonidae.